# Macinapepe

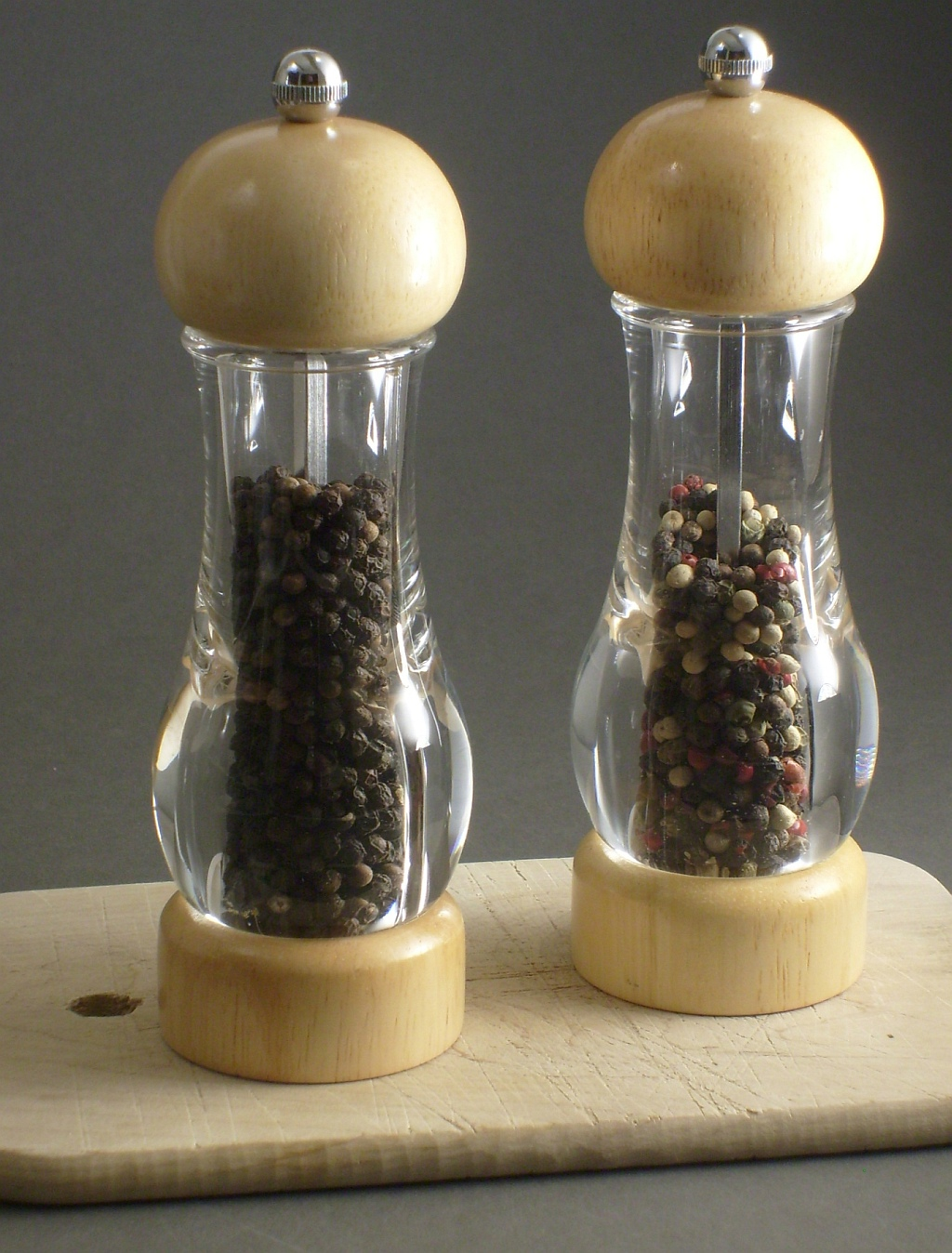
Macinapepe

Il macinapepe (detto anche macinino del pepe) è un piccolo utensile domestico che serve a polverizzare i grani del pepe.

## Storia

Un macinapepe del 1920.

L'azienda francese Peugeot brevettò un macinapepe nel 1842.

## Funzionamento

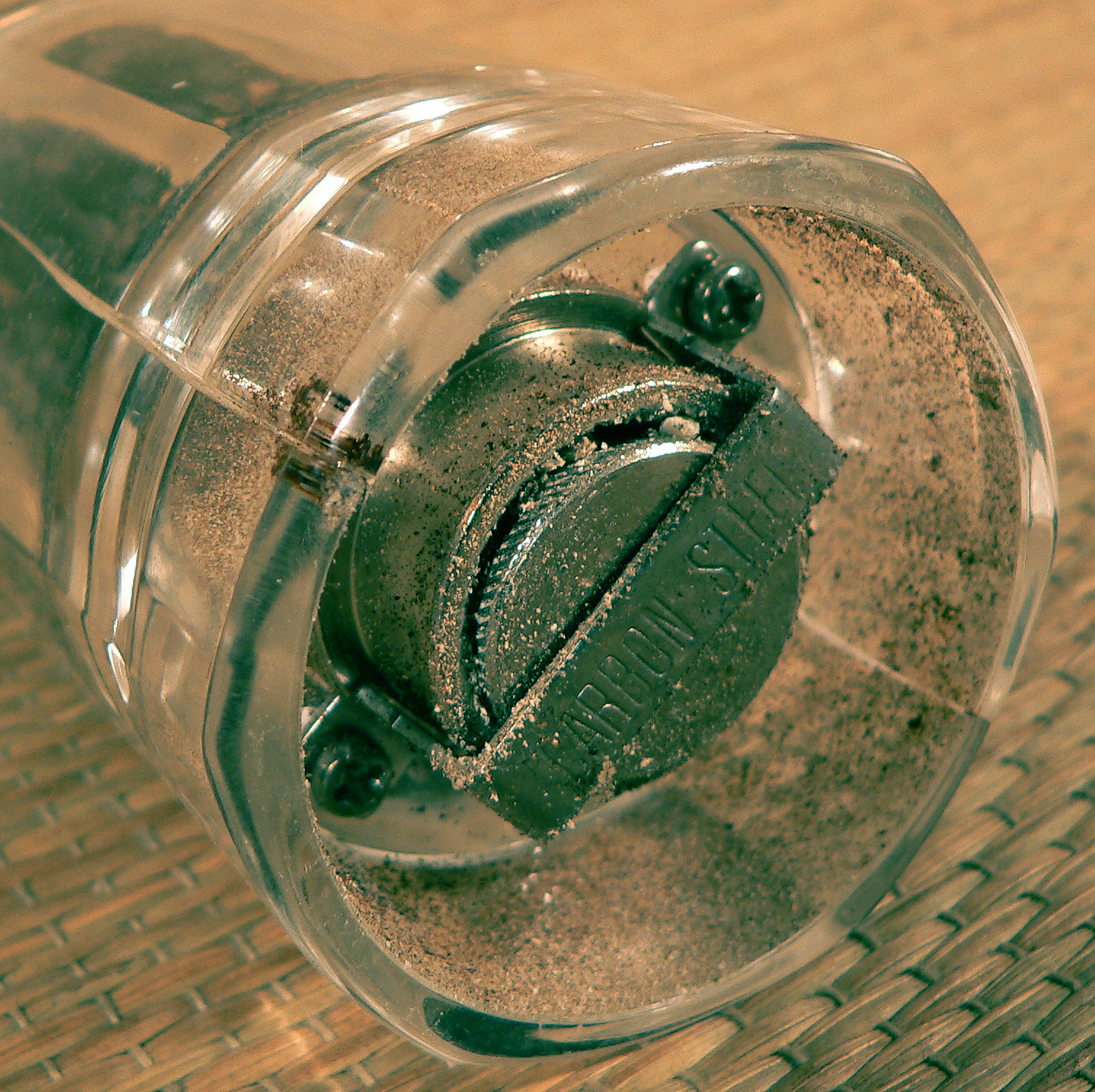
Congegno interno di un macinapepe

Il funzionamento del macinapepe è similare a quello del macinacaffè e del macinasale. In particolare, i chicchi di pepe vengono schiacciati o tagliati attraverso un meccanismo solitamente costituito da due ruote all'interno del quale passano i grani, che vengono così ridotti a polvere.
Esistono inoltre dei macinapepe elettrici, nei quali l'attivazione del meccanismo è svolta attraverso l'elettricità anziché dalla forza manuale. I macinapepe elettrici rispetto a quelli manuali risultano generalmente più veloci, permettendo di macinare una quantità maggiore di pepe in minor tempo.